# Portugals konger
| Burgundiske dynasti | | |
| 1095-1112 1112-1185 1185-1211 1211-1223 1223-1245 1245-1279 1279-1325 1325-1357 1357-1367 1367-1383 1383-1385 | | |
| Henrik af Burgund, Greve af Portugal Alfons 1., Greve, Konge (1139) Sancho 1. Alfons 2. Sancho 2. Alfons 3. (regent 1245-1248) Dionysius (Dinis) 1. (arbejderen) Alfons 4. (den tapre) Peter 1. (den strænge) Ferdinand 1. Beatrix af Portugal, Dronning de jure | | |
| Slægten Aviz | | |
| 1385-1433 1433-1438 1438-1481 1481-1495 1495-1521 1521-1557 1557-1578 1578-1580 1580-1580 | Johan 1. (den store), regent (1383-1385) Edvard 1. Alfons 5. (afrikaneren) Johan 2. (den fuldkomne) Emanuel 1. (den store) Johan 3. Sebastian 1. Henrik 1. Anton 1. | Johan 1. (den store), regent (1383-1385) Edvard 1. Alfons 5. (afrikaneren) Johan 2. (den fuldkomne) Emanuel 1. (den store) Johan 3. Sebastian 1. Henrik 1. Anton 1. |
| Slægten Habsburg | | |
| 1580-1598 1598-1621 1621-1640 | Filip 1. Filip 2. Filip 3. | |
| Slægten Bragança | | |
| 1640-1656 1656-1683 1683-1706 1706-1750 1750-1777 1777-1786 1777-1816 1816-1826 1826 1826-1828 1828-1834 1834-1853 1837-1853 | Johan 4. (den lykkelige) Alfons 6. Peter 2. Johan 5. Josef 1. Peter 3. Maria 1. Johan 6. Peter 4. Maria 2. Mikael 1. Maria 2. (anden gang) Ferdinand 2.             | Johan 4. (den lykkelige) Alfons 6. Peter 2. Johan 5. Josef 1. Peter 3. Maria 1. Johan 6. Peter 4. Maria 2. Mikael 1. Maria 2. (anden gang) Ferdinand 2.             |
| Slægten Bragança-Coburg | | |
| 1853-1861 1861-1889 1889-1908 1908-1910 1910- | Peter 5. Ludvig Karl 1. Emanuel 2. Republik | Peter 5. Ludvig Karl 1. Emanuel 2. Republik |